# Centre commercial de la Côte d'Opale
Le Centre commercial de la Côte d'Opale, aussi appelé Centre commercial Auchan Côte d'Opale, Centre commercial de l'Inquétrie, ou plus récemment Aushopping Boulogne Côte d'Opale, est un centre commercial français de la périphérie Est de Boulogne-sur-Mer, situé dans la commune de Saint-Martin-Boulogne.
Il se compose d'un hypermarché Auchan de 14 255 m2, d'une galerie marchande de près de 40 magasins et d'un parc commercial d'environ 20 enseignes.

## Historique

### Construction et ouverture
En mars 1969, le centre commercial Englos-les-Géants est inauguré par le groupe Auchan sur la commune d'Englos, située en périphérie ouest de Lille dans le Nord. C'est le premier centre commercial à ouvrir en France sur le concept d'hypermarché avec galerie commerciale.
Deux ans plus tard, le 11 juin 1971, le centre commercial de la Côte d'Opale est ouvert à l'est de Boulogne-sur-Mer. Il s'agit du cinquième centre commercial Auchan à être construit en France après ceux de Roubaix, Roncq, Englos et Leers.
Le centre rencontre rapidement un important succès, révolutionnant la façon de faire ses courses pour les Boulonnais.

### Évolution du centre
L'hypermarché Auchan a connu plusieurs agrandissements de sa surface : en 1985, elle passe de 7 745 m2 à 10 145 m2 avant de monter à 12 755 m2 en 1996 et de finir à 14 255 m2 en 2005. 
De nouvelles enseignes sont également apparues dans la galerie marchande et dans la zone commerciale extérieure.
En février 2013, un crématorium nommé Le Rivage ouvre dans l'ouest du centre commercial.
Depuis 2016[réf. souhaitée], le centre commercial fait partie du réseau Aushopping.

## Caractéristiques physiques

### Localisation et accès
Le centre commercial de la Côte d'Opale se trouve à côté de la Zone Industrielle de l'Inquétrie, dans la commune de Saint-Martin-Boulogne, à l'est de Boulogne-sur-Mer, dans le département du Pas-de-Calais. Il est directement desservi par l'autoroute A16 (sortie  31) et la route nationale 42. Le centre est également desservi par les bus du réseau boulonnais Marinéo et ceux du  réseau départemental Oscar.

### Aménagement extérieur
Le centre se compose de l'hypermarché Auchan et sa galerie marchande, avec de nombreuses surfaces commerciales extérieures autour. De nombreux parkings desservent les différentes enseignes. Les routes et les nombreux ronds-points permettent la liaison entre les boutiques et avec les routes extérieures (la route nationale 42 principalement).
Le centre abrite également une station-service, une station de lavage et un crématorium.

## Caractéristiques économiques

### Enseignes
- Galerie marchande : 36 enseignes (en 2015) :
  - Restauration : Pizza Paï, Flunch, Chuck's, Bar de l'Inquétrie, Leonidas
  - Mode et vêtements : Brice, RougeGorge Lingerie, Promod, Camaïeu, Sergent Major, Jules, Nevada, Chausport, Millim, MS Mode, Okaïdi.
  - Beauté et santé : Générale d'Optique, Nocibé, Alain Afflelou, Gomina, BC Coiffure, Yves Rocher, KIKO, La boutique du Coiffeur.
  - Culture, loisirs, cadeaux : Claire's, Histoire d'Or, La Presse, Micromania, Trésor, MOA
  - Services : Bouygues Telecom, Pressing, Services Minute
- Parc commercial : 18 enseignes dont Boulanger, Leroy Merlin, Intersport, Kiabi, Norauto, Picwic, Saint-Maclou et McDonald's.

### Performances économiques

#### Chiffre d'affaires
L'hypermarché Auchan du centre commercial de la Côte d'Opale est classé parmi les principaux hypermarchés de France (42e en 2015)
|                                          | 2008  | 2009  | 2010  | 2011  | 2012  | 2014  | 2015 |
| ---------------------------------------- | ----- | ----- | ----- | ----- | ----- | ----- | ---- |
| Chiffre d'affaires (en millions d'euros) | 197,8 | 186,6 | 188,5 | 167,6 | 167,4 | 157,1 | 154  |
| Rang national                            | 38e   | 39e   | 40e   | 34e   | 33e   | 41e   | 42e  |

#### Emploi
Le centre commercial de la Côte d'Opale est l'un des principaux employeurs du bassin boulonnais.

## Impact socio-culturel

### Concurrence
D'autres centres commerciaux concurrents sont installés à quelques kilomètres du centre commercial de la Côte d'Opale. Le principal est la Cité Europe, implanté en périphérie de Calais et situé à moins de 20 minutes par l'autoroute A16. Plus proche du centre de la Côte d'Opale, on trouve un centre commercial près du centre-ville de Boulogne ainsi qu'un autre en périphérie sud (à Outreau). Une zone commerciale se trouve également à seulement 2 km, de l'autre côté de l'autoroute A16.
Dans les années 2010, la fermeture de nombreux commerces en centre-ville de Boulogne-sur-Mer relance le débat sur l'impact des grands centres commerciaux comme celui-ci sur les petits commerces en ville.